# Phyllodoce empetriformis
Phyllodoce à feuilles de camarine
Espèce

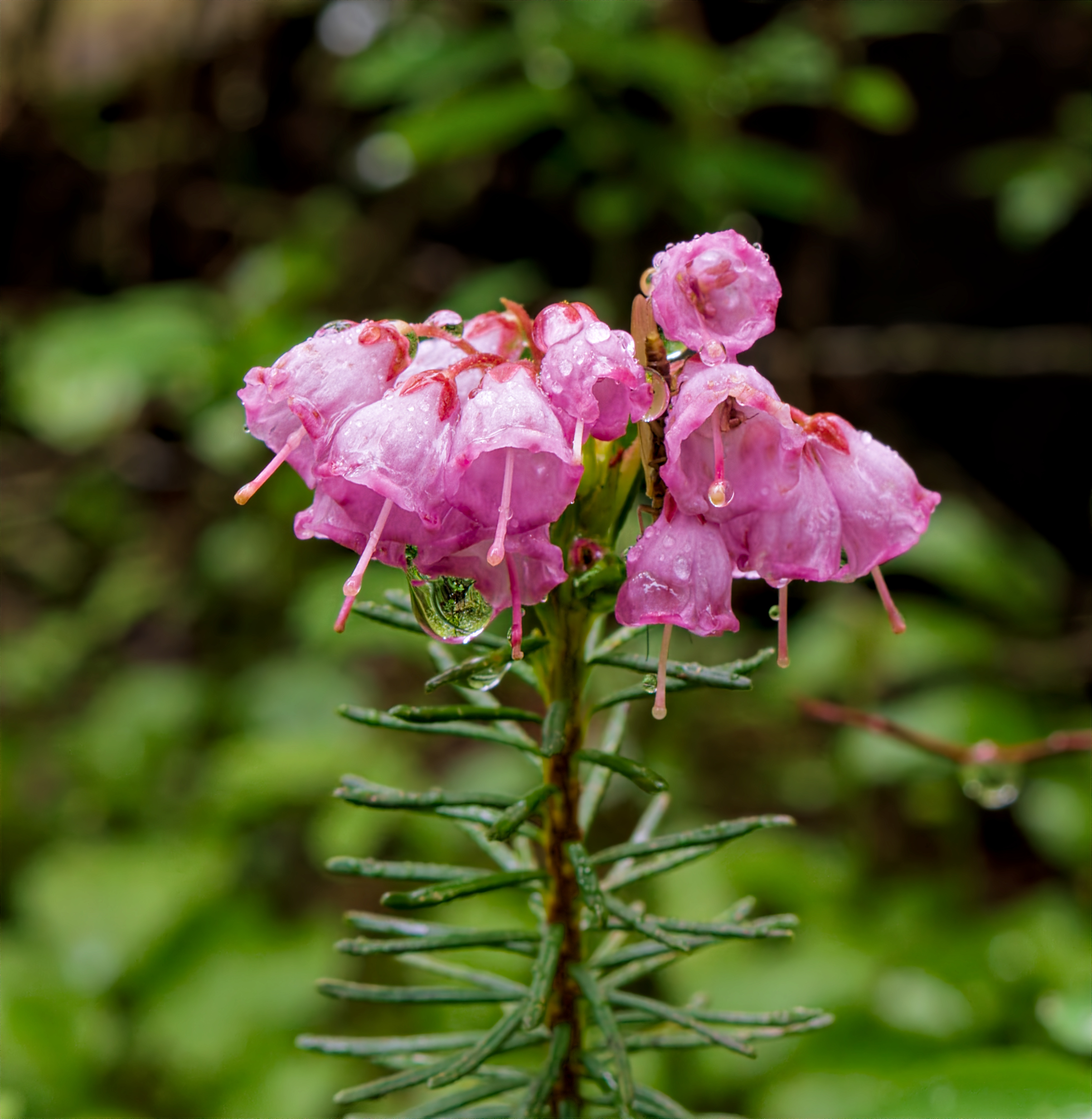
Phyllodoce empetriformis.

Phyllodoce empetriformis, la Phyllodoce à feuilles de camarine, est une espèce de plantes à fleurs de la famille des Ericaceae. C'est un arbuste de petite taille présent dans les régions montagneuses de l'ouest de l'Amérique du Nord. Ses feuilles ont la particularité de s'enrouler autour d'elles-mêmes jusqu'à ressembler à des épines de sapins. Ses fleurs ont des colorations roses et mauves.

## Répartition
La Phyllodoce à feuilles de camarine est présente à l'ouest de l'Amérique du Nord de la Californie au sud jusqu'en Alaska en passant par l'État de Washington et dans les provinces canadiennes de Colombie-Britannique et de l'Alberta.

## Systématique
Le nom scientifique complet (avec auteur) de ce taxon est Phyllodoce empetriformis (Sm.) D.Don. L'espèce a été initialement classée dans le genre Menziesia sous le basionyme Menziesia empetriformis Sm..
Ce taxon porte en français les noms vernaculaire ou normalisé « Phyllodoce à feuilles de camarine ».
Phyllodoce empetriformis a pour synonymes :
- Bryanthus empetriformis (Sm.) A.Gray
- Menziesia empetriformis Sm.
- Menziesia grahamii Hook.
- Phyllodoce grahamii (Hook.) Nutt.